# Gonzalo Curbelo
Gonzalo Raúl Curbelo Blanchet (Montevideo, Uruguay, 24 de abril de 1987) es un futbolista uruguayo. Juega de mediocampista y actualmente milita en Villa Teresa de la Segunda División de Uruguay.

## Clubes
| Club                 | País    | Año         |
| -------------------- | ------- | ----------- |
| Sud América          | Uruguay | 2007 - 2010 |
| Montevideo Wanderers | Uruguay | 2010 - 2011 |
| El Tanque Sisley     | Uruguay | 2011 -      |

[villa Teresa][ 2012]-[2019]